# بروكس
بروكس هي مدينة في جنوب شرق ألبرتا بكندا محاطة بمقاطعة نيويل. تقع على الطريق السريع 1 (الطريق السريع عبر كندا) سكة حديد المحيط الهادئ الكندية على بعد حوالي 186 كم (116 ميل) جنوب شرق كالجاري و110 كم (68 ميل) شمال غرب ميديسين هات. يبلغ ارتفاع المدينة 760 م (2490 قدمًا). بروكس لديها أعلى نسبة من الكنديين السود في أي تقسيم فرعي للتعداد السكاني في كندا.
في تعداد السكان لعام 2021 الذي أجرته هيئة الإحصاء الكندية، بلغ عدد سكان مدينة بروكس 14،924 نسمة يعيشون في 5،140 من إجمالي 5،489 مسكنًا خاصًا وهو تغيير بنسبة 3.3٪ عن عدد سكانها لعام 2016 البالغ 14،451. تبلغ مساحتها 18.21 كيلومتر مربع (7.03 ميل مربع) ، وبلغت الكثافة السكانية فيها 819.5 / كم 2 (2122.6 / ميل مربع) في عام 2021.
أساس اقتصاد مدينة بروكس هو الطاقة (النفط والغاز) والزراعة، والقطاعات الأخرى بما في ذلك تصنيع المعادن، وتجهيز الأغذية والبناء. وهي أيضًا مركز بيع بالتجزئة وخدمة للمنطقة المحيطة.